# سیلدی
سیلدی (به لاتین: Sildi) یک منطقهٔ مسکونی در روسیه است که در تسومادا واقع شده‌است. سیلدی ۲۰۸ نفر جمعیت دارد.

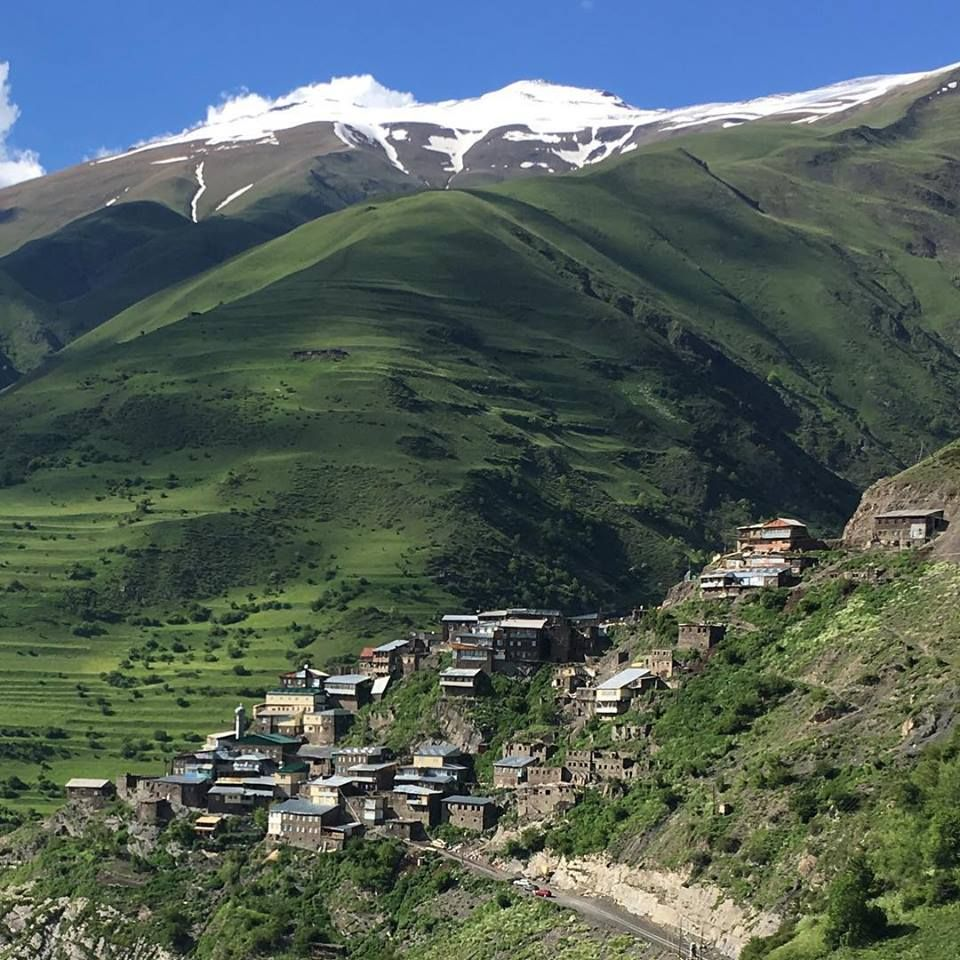
نمایی از سیلدی